# Luciano Raposo de Almeida Figueiredo

Luciano Figueiredo no Colóquio Internacional Memória e História da Emancipação Política no Brasil e nas Américas, em comemoração aos 80 anos do Museu da Inconfidência, Ouro Preto.

Luciano Raposo de Almeida Figueiredo é um historiador e professor universitário brasileiro. É especialista em História do Brasil Colônia.

## Formação
É formado em História, pela Pontifícia Universidade Católica do Rio de Janeiro. Realizou mestrado e doutorado em História Social, pela Universidade de São Paulo. Sua tese de doutorado foi defendida em 1996, sob o título Revoltas, Fiscalidade e Identidade Colonial na América Portuguesa. Rio de Janeiro, Bahia e Minas Gerais, 1640 - 1761, tendo sido orientado por Fernando Novais.
Realizou pós-doutorado na Universidade Federal de Ouro Preto, entre 2022 e 2023; na Universidade de Stanford, entre 2014 e 2015; e na Universidade de São Paulo, entre 2004 e 2005.

## Atuação
Coordenou a área de pesquisa, divulgação e editoração do Arquivo Nacional, Fundação Carlos Chagas e Fundação João Pinheiro. Dentre suas ações na Fundação João Pinheiro, foi o coordenador geral e organizador do Códice Costa Matoso. Fundou e foi diretor das revistas Nossa História e Revista de História da Biblioteca Nacional.
Atualmente é professor da Universidade Federal Fluminense, onde coordena o Projeto Impressões Rebeldes.
Tem se dedicado, nos últimos anos, à História Publica, neste aspecto lançou o livro História do Brasil para ocupados, e realizou consultorias para filmes, documentários e novelas que versam sobre temas históricos.

## Homenagens e honrarias
Recebeu o Prêmio Jabuti em Ciências Humanas em duas ocasiões. Em 1998 pela participação na obra História das Mulheres no Brasil, organizada pela Mary del Priore; e em 2008 pela participação na obra História de Minas Gerais - As Minas Setecentistas, organizada por Luiz Carlos Villalta e Maria Efigênia Lage de Resende.
Em 2021 foi feito sócio honorário do Instituto Histórico e Geográfico Brasileiro. Em 2008 havia recebido uma homenagem aos “relevantes serviços prestados à divulgação da história brasileira”.

## Publicações

### Livros
- O avesso da memória: cotidiano e trabalho da mulher em Minas Gerais no século XVIII. Brasília: J. Olympio, 1993. ISBN 8503004988 Erro de parâmetro em {{ISBN}}: soma de verificação
- Barrocas Famílias - Vida Familiar em Minas Colonial. São Paulo: Hucitec, 1997.ISBN 8527103524
- Mulher e Família na América Portuguesa moderna. São Paulo: Atual, 2003. ISBN 8535704485
- Rebeliões no Brasil Colônia. Rio de Janeiro: Jorge Zahar Editor, 2005. ISBN 8571108773
- Cachaça: uma alquimia brasileira. Rio de Janeiro: 19 Design, 2006.
- A França nos trópicos. Rio de Janeiro: Sabin, 2009.
- História do Brasil para ocupados. Rio de Janeiro: Casa da Palavra, 2013.[2] Já com três edições.
- História do Brasil em 100 fotografias. Rio de Janeiro: Bazar do Tempo, 2017.

### Organização e coordenação
- Códice Costa Matoso. Belo Horizonte: Fundação João Pinheiro, 2000. v. 1 e 2.[4]
- Guerras e batalhas brasileiras. Rio de Janeiro: Sabin, 2009. Conjuntamente a Lilia Moritz Schwarcz.
- Festas e batuques do Brasil. Rio de Janeiro: Sabin, 2009. Conjuntamente a Ronaldo Vainfas.
- A era da escravidão. Rio de Janeiro: Sabin, 2009. Conjuntamente a Caio César Boschi.
- Raizes Africanas. Rio de Janeiro: SABIN, 2009. Conjuntamente a Alberto da Costa e Silva.
- O Pesquim do Calambau: Infâmia, sátiras e o reverso da Inconfidência Mineira. São Paulo: Chão, 2022. Conjuntamente a Álvaro de Araujo Antunes.

### Capítulos
- Tradições radicais: aspectos da cultura política mineira setecentista. In: História das Minas Gerais: as Minas Setecentistas, organizado por Luiz Carlos Villalta e Maria Efigênia Lage de Resende. Autêntica, 2007.
- Mulheres nas Minas Gerais. In: História das Mulheres no Brasil, organizado por Mary del Priore. Contexto, 1997.ISBN 8572442561